# Петро Жидовський
Петро Жидовський (9 липня 1890 Шариське Ястраб'є — 25 листопада 1947) — чехословацький політик і міжвоєнний депутат Національних зборів від Республіканської партії землеробського та дрібноселянського населення (аграрії), під час війни учасник опору, після війни член Української національної ради Пряшівщини.

## Життєпис
За даними 1935 р. за фахом — хлібороб у Ястраб'є. Належав до мовно проросійської частини русинських (українських) соціальних еліт.
На парламентських виборах 1935 року він отримав депутатський мандат Національних зборів від аграріїв. Офіційно обіймав посаду депутата до розпуску парламенту в 1939 році, а в грудні 1938 року перейшов до парламентського клубу новоствореної Партії національної єдності.
У 1938 році він виступав за приєднання частини східної Словаччини, населеної етнічними русинами, до Підкарпатської Русі. На межі 1938—1939 рр. польські джерела згадують його як можливу підтримку спланованої пропагандистської кампанії серед населення східної Словаччини, метою якої було поширення антиурядових настроїв і вплив на населення в проугорській і пропольський напрямок.
Наприкінці 1938 року він категорично відхилив, за спогадами дочки, пропозиції вступити до Словацької народної партії Глінки. Тоді він зіткнувся з підвищеною увагою словацької поліції та гвардії Глінки. Він також відкидав створення незалежної словацької держави і підтримував контакти з людьми з часів своєї парламентської кар'єри в Празі. Він зустрів їх у Сабінові чи Пряшові. Після однієї з таких зустрічей його затримали в потязі словацькі силовики та депортували до в'язниці Ілава. тут він провів тут шість з половиною місяців. Додому він потрапив завдяки масовій амністії президента Тіси. Після одужання знову почав розвивати діяльність в антифашистському опорі. Дружина та донька супроводжували його до села Руська Воля, потім він перетнув кордон із Польщею. Він повернувся через кілька тижнів. Згодом у його хаті відбувалися зустрічі з партизанами. З побратимами копав землянки та постачав партизанів зі свого великого господарства. Зброю він отримав від спорідненого начальника військового гарнізону в Сабінові. Партизанський загін поступово зростав, і він неодноразово стикався з поліцейськими облавами. Восени 1944 року німці на кілька місяців ув'язнили його дочку. Сам Петро Жидовський також був затриманий, але йому вдалося втекти та він повернувся до партизанського загону.
У 1939—1940 рр. брав участь у зборах русинських діячів східної Словаччини, які планували створити об'єднану Руську партію, що представляла б цю національну меншину в політичній системі словацької держави. Був присутній на зборах 23 квітня 1940 р. у Пряшові. Проте словацька влада заблокувала створення партії.
Після війни також займався політикою. У 1945-1946 роках був членом Тимчасових народних зборів. Він представляв у парламенті русинську (українську) меншину Словаччини. Входив до депутатського клубу Української Національної Ради Пряшевщини. Він був одним зі співзасновників цієї парасолькової політичної організації словацьких русинів у повоєнній Чехословаччині. Водночас з 1945 року він був членом Демократичної партії. З 1947 року — член Комуністичної партії Словаччини.

### Зовнішні посилання
- Промова Петра Жидовського на Національних зборах у 1936 році